# Абнер Дженкинс
Абнер Рональд Дженкинс (англ. Abner Ronald Jenkins), также известный как Жук (англ. Beetle), MACH-1, MACH-2, MACH-3, MACH-IV, MACH-V, MACH-VII и MACH-X — персонаж американских комиксов издательства Marvel Comics. Созданный сценаристом Стэном Ли и художником Карлом Бургосом, он дебютировал в Strange Tales #123 (август 1964) в качестве первого Жука, суперзлодея в бронированном механическом костюме, который он разработал сам после того, как разочаровался в своей повседневной работе авиамеханика и решил встать на путь преступности. Несмотря на то, что при первом появлении он противостоял Человеку-факелу и Существу из Фантастической четвёрки, в последующих комиксах он стал постоянным врагом Человека-паука, как правило выступая в качестве приспешника различных преступных организаций, противостоящих герою. Позже Дженкинс сформировал собственную преступную организацию, известную как Зловещий синдикат.
В дальнейшем Дженкинс отказался от личности Жука и присоединился к Громовержцам — команде суперзлодеев, собранной Гельмутом Земо, которые выдавали себя за супергероев, чтобы получить доступ к технологиям Фантастической четвёрки или Мстителей, якобы погибших во время битвы с Натиском. Дженкинс взял псевдоним «MACH-1», используя модифицированную версию брони Жука, которая обладала большей скоростью при полёте и была в состоянии осваивать большую высоту. Громовержцы дебютировали в Incredible Hulk #449 (январь 1997), и несмотря на первоначальную приверженность плану Земо, впоследствии вышли из-под его контроля, поскольку им нравились слава и любовь общественности, присущая супергероям. Дженкинс решил сдаться властям, чтобы отбыть тюремный срок в обмен на предоставление Громовержцам неприкосновенности. Во время своего пребывания в тюрьме, Дженкинс оказывал содействие правоохранительным органом, в результате чего, после освобождения из тюрьмы он начал работать на правительство. Позже он устроился в тюрьму строгого режима Рафт в качестве начальника службы безопасности и снова присоединился к Громовержцам, команде исправившихся преступников, пытающихся заработать отсрочку от наказания, работая на правительство.
С момента своего появления в комиксах, персонаж был адаптирован в многочисленных медиа, включая мультсериалы и видеоигры.

## История публикаций
Абнер Дженкинс дебютировал в качестве первого Жука в комиксе Strange Tales #123 (август 1964) и был создан сценаристом Стэном Ли и художником Карлом Бургосом. Взяв личность MACH-1, в Incredible Hulk #449 (январь 1997) он присоединился к команде суперзлодеев, Громовержцев, которые маскировались под супергероев, чтобы скрыть свои истинные цели. Тем не менее, в последующих сюжетных линиях все члены команды, включая Дженкинса, разочаровались в их лидере, бароне Гельмуте Земо, и решили исправиться и стать настоящими героями. После некоторого времени разделения с товарищами по команде, Дженкинс вернулся в качестве постоянного члена Громовержцев в Thunderbolts #144. За время работы с Громовержцами Дженкинс неоднократно улучшал свою броню, что привело к различным итерациям, от MACH-2 до MACH-X.

## Альтернативные версии

### Ultimate Marvel
Во вселенной Ultimate Marvel Абнер Дженкинс упоминался в базе данных Daily Bugle в качестве одного из грабителей.

## Вне комиксов

### Телевидение
- Крис Латта озвучил Абнера Дженкинса в мультсериале «Человек-паук и его удивительные друзья»[9].
- Жук должен был появиться в так и не вышедшем 6 сезоне мультсериала «Человек-паук» 1994 года[10].
- Абнер Дженкинс появляется в мультсериале «Железный Человек», где его озвучил Джон Рейли[9].
- Абнер Дженкинс / Жук появляется в мультсериале «Совершенный Человек-Паук», озвученный Стивеном Блумом[9].
- Марк К Хэнсон озвучил Жука в мультсериале «Мстители, общий сбор!»[9].
- Жук появляется в мультсериале «Человек-Паук» 2017 года, где его озвучил Фред Таташор[9].

### Видеоигры
- Жук появляется в Spider-Man: The Animated Series 1995 года.
- Абнер Дженкинс — первый босс в игре The Amazing Spider-Man: Lethal Foes для Super Nintendo.
- Абнер Дженкинс появляется в игре Spider-Man 2: Enter Electro на PlayStation.
- Абнер Дженкинс в роли MACH-V появляется в игре Lego Marvel’s Avengers (2016) в рамках DLC Thunderbolts[11].

## Критика
Дэвид Харт из Comic Book Resources поместил Абнера Дженкинса на 9-е место среди «10 лучших исправившихся злодеев».